# Campeonato Mundial de Atletismo Sub-20 de 2021 - Salto em distância feminino
A prova do salto em distância feminino do Campeonato Mundial de Atletismo Sub-20 de 2021 ocorreu entre os dias 20 a 22 de agosto de 2021 no Centro Esportivo Internacional Moi, em Nairóbi, no Quênia. 

## Recordes
Antes desta competição, os recordes mundiais e do campeonato nesta prova eram os seguintes:
|       | Nome            | Nacionalidade     | Distância | Local      | Data                 |
| ----- | --------------- | ----------------- | --------- | ---------- | -------------------- |
| WU20R | Heike Drechsler | Alemanha Oriental | 7.14 m    | Bratislava | 4 de junho de 1983   |
| CR    | Fiona May       | Reino Unido       | 6.88 m    | Sudbury    | 30 de agosto de 1988 |
| WU20L | Mikaelle Assani | Alemanha          | 6.64 m    | Tallinn    | 17 de julho de 2021  |

## Medalhistas
| Ouro             | Prata              | Bronze                 |
| Maja Åskag (SWE) | Shaili Singh (IND) | Mariia Horielova (UKR) |

## Cronograma
Todos os horários são locais (UTC+3). 
| Data         | Hora  | Evento       |
| ------------ | ----- | ------------ |
| 20 de agosto | 10:55 | Qualificação |
| 22 de agosto | 16:25 | Final        |

## Resultados

### Qualificação
Qualificação: 6,35 m (Q) ou pelo menos melhor 12 qualificado (q) 
| Posição | Grupo | Atleta                    | Nacionalidade               | Tentativas | Tentativas | Tentativas | Marca | Notas           |
| Posição | Grupo | Atleta                    | Nacionalidade               | 1          | 2          | 3          | Marca | Notas           |
| ------- | ----- | ------------------------- | --------------------------- | ---------- | ---------- | ---------- | ----- | --------------- |
| 1       | B     | Shaili Singh              | Índia                       | 6.34       | 5.98       | 6.40       | 6.40  | Q               |
| 2       | A     | Maja Åskag                | Suécia                      | x          | 6.39       |            | 6.39  | Q               |
| 3       | A     | Lissandra Campos          | Brasil                      | x          | 6.36       |            | 6.36  | Q               |
| 4       | B     | Shantae Foreman           | Jamaica                     | x          | 6.27       | x          | 6.27  | q               |
| 5       | B     | Mariia Horielova          | Ucrânia                     | 6.24       | 6.19       | 6.10       | 6.24  | q               |
| 6       | B     | Tessy Ebosele             | Espanha                     | x          | 6.18       | x          | 6.18  | q               |
| 7       | A     | Natalia Liñares           | Colômbia                    | 6.16       | 5.95       | 6.06       | 6.16  | q               |
| 8       | B     | Roksana Jędraszak         | Polónia                     | x          | 6.14       | x          | 6.14  | q               |
| 9       | A     | Evelyn Yankey             | Espanha                     | 6.11       | 5.90       | 6.02       | 6.11  | q               |
| 10      | B     | Karmen Fouche             | África do Sul               | 5.95       | 6.10       | 5.82       | 6.10  | q               |
| 11      | A     | Anna Matuszewicz          | Polónia                     | 6.08       | 5.92       | 5.88       | 6.08  | q               |
| 12      | B     | Ruth Agadama              | Nigéria                     | 5.71       | 5.46       | 6.06       | 6.06  | q               |
| 13      | A     | Anastassiya Rypakova      | Cazaquistão                 | x          | 6.05       | x          | 6.05  |                 |
| 14      | A     | Violetta Razbeyko         | Atletas Neutros Autorizados | 6.01       | 5.87       | x          | 6.01  |                 |
| 15      | B     | Giovana Corradi           | Brasil                      | x          | 6.00       | x          | 6.00  |                 |
| 16      | A     | Arianna Battistella       | Itália                      | x          | 5.98       | 5.95       | 5.98  |                 |
| 17      | A     | Liisa-Maria Lusti         | Estónia                     | 5.98       | x          | 5.86       | 5.98  |                 |
| 18      | B     | Chiara Smeraldo           | Itália                      | 5.95       | x          | x          | 5.95  |                 |
| 19      | A     | Zeddy Jesire Chongwo      | Quênia                      | 5.71       | 5.48       | x          | 5.71  | Recorde pessoal |
| 20      | B     | Alexis Tilford-Rutherford | Bahamas                     | x          | x          | 5.51       | 5.51  |                 |

### Final
A prova final foi realizada no dia 22 de agosto às 16:28. 
| Posição           | Atleta            | Nacionalidade | Tentativas | Tentativas | Tentativas | Tentativas | Tentativas | Tentativas | Marca | Notas           |
| Posição           | Atleta            | Nacionalidade | 1          | 2          | 3          | 4          | 5          | 6          | Marca | Notas           |
| ----------------- | ----------------- | ------------- | ---------- | ---------- | ---------- | ---------- | ---------- | ---------- | ----- | --------------- |
| Medalha de ouro   | Maja Åskag        | Suécia        | 6.29       | 6.33       | 6.44       | 6.60       | x          | 6.48       | 6.60  | Recorde pessoal |
| Medalha de prata  | Shaili Singh      | Índia         | 6.34       | 6.34       | 6.59       | x          | x          | 6.37       | 6.59  |                 |
| Medalha de bronze | Mariia Horielova  | Ucrânia       | x          | 6.50       | x          | x          | 6.47       | 6.40       | 6.50  | Recorde pessoal |
| 4                 | Shantae Foreman   | Jamaica       | 6.23       | x          | 6.02       | x          | 6.47       | x          | 6.47  | Recorde pessoal |
| 5                 | Tessy Ebosele     | Espanha       | 6.46       | 6.28       | 6.31       | x          | 5.72       | 6.29       | 6.46  |                 |
| 6                 | Lissandra Campos  | Brasil        | 6.35       | 6.38       | x          | 5.86       | 4.78       | r          | 6.35  |                 |
| 7                 | Karmen Fouche     | África do Sul | 6.32       | 6.16       | 6.13       | 6.02       | 6.07       | x          | 6.32  |                 |
| 8                 | Ruth Agadama      | Nigéria       | 5.88       | 6.24       | 5.86       | x          | x          | 5.96       | 6.24  |                 |
| 9                 | Anna Matuszewicz  | Polónia       | 6.02       | 6.15       | 5.98       |            |            |            | 6.15  |                 |
| 10                | Roksana Jędraszak | Polónia       | x          | 6.07       | 5.95       |            |            |            | 6.07  |                 |
| 11                | Evelyn Yankey     | Espanha       | 5.90       | 4.62       | 4.64       |            |            |            | 5.90  |                 |
| 12                | Natalia Liñares   | Colômbia      | x          | x          | 5.66       |            |            |            | 5.66  |                 |

Legenda
| Recorde mundial       | Recorde mundial (World record)               |                       | Recorde africano                      | Recorde africano (African) |                                           | Q | Classificado por posição (Qualified) |
| Recorde do campeonato | Recorde do campeonato (Championship record)  | Recorde da América    | Recorde da América (Americas)         | q                          | Classificado por melhor tempo (Qualified) |   |                                      |
| Melhor marca do ano   | Melhor marca do ano (World leading)          | Recorde asiático      | Recorde asiático (Asian)              | DNS                        | Não largou (Did not start)                |   |                                      |
| Recorde nacional      | Recorde nacional (National record)           | Recorde europeu       | Recorde europeu (European)            | DNF                        | Não terminou (Did not finish)             |   |                                      |
| Recorde pessoal       | Recorde pessoal do atleta (Personal best)    | Recorde da Oceania    | Recorde da Oceania (Oceania)          | DSQ / DQ                   | Desclassificado (Disqualified)            |   |                                      |
| Recorde da temporada  | Recorde da temporada do atleta (Season best) | Recorde sul-americano | Recorde sul-americano (South America) | NM                         | Sem marca (No mark)                       |   |                                      |